# Carlos Bustamante (Biologe)

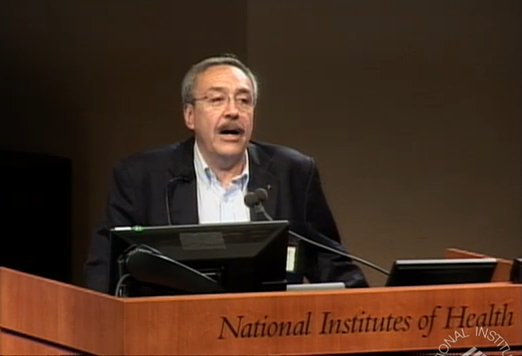
Carlos Bustamante

Carlos José Bustamante (* 6. Mai 1951 in Lima, Peru) ist ein US-amerikanischer Molekularbiologe. Er ist Mitglied der National Academy of Sciences.

## Leben
Bustamante ist seit 1998 Professor für Molekularbiologie und Zellbiologie, Physik und Chemie an der University of California, Berkeley. Er erhielt seinen B.S. von der Cayetano Heredia University in Lima, seinen Master in Biochemie an der Universität San Marcos und seinen Ph. D. Biophysik von der UC Berkeley, wo er zusammen mit Ignacio Tinoco, Jr. studierte. Als Post-Doktorand am Lawrence Berkeley National Laboratory studierte Bustamante mit Marc Maestre. Bevor er nach Berkeley zog, forschte er am Howard Hughes Medical Institute an der University of Oregon.

## Wissenschaftlicher Fokus
Carlos Bustamante benutzt neuartige Methoden der Einzelmolekül-Visualisierung, um die Struktur und Funktionen von Nukleoproteinen zu studieren. Er benutzt ferner die Optische Pinzette.

## Positionen
- Research Assistant, University of California, Berkeley (1976–1981)
- Postdoctoral Fellow, Lawrence Berkeley Laboratory, University of California, Berkeley (1981–1982)
- Assistant Professor, Department of Chemistry, University of New Mexico (1982–1986)
- Associate Professor, Department of Chemistry, University of New Mexico (1986–1989)
- Professor of Chemistry, Department of Chemistry, University of New Mexico (1989–1990)
- Professor of Chemistry and Member of the Institute of Molecular Biology, University of Oregon (1991–1998)
- Professor in Molecular and Cell Biology, Chemistry, and Physics, UC Berkeley (seit 1998)

## Fellowships und Auszeichnungen
- Kellogg Foundation scholarship während des Master in Biochemie (1973–1975)
- Fulbright Commission und Institute of International Education Fellow (1975–1976)
- Abraham Rosenberg scholarship, UC Berkeley (1975–1976)
- Searle Scholar (1984)
- Alfred P. Sloan Foundation Fellow (1985)
- Presidential Lecturer in Chemistry, University of New Mexico (1986)
- State of New Mexico Eminent Scholar (1989)
- Howard Hughes Medical Institute Investigator (1994–1998, 2000)
- Elected Fellow of the American Physical Society (1995)
- Member of the Science Advisory Board of the Searle Scholars Program (1997–2000)
- Alexander Hollaender Award in Biophysics (2004)
- Hans Neurath Award der Protein Society (2004)
- Sackler-Preis in Biophysik (2012)
- Mitglied der American Academy of Arts and Sciences (2015)